# Середньоазійська вівчарка
Середньоазійська вівчарка або туркменський алабай — давня порода собак, створена у регіонах Середньої Азії.

## Історія
Алабай — це не є середньоазійська вівчарка, як багато хто вважає. Це тільки алабай — одна з найдавніших порід собак. Вона формувалася як порода народної селекції протягом більш ніж чотирьох тисяч років на величезній території, що тягнеться сьогодні від Каспійського моря до Китаю і від Південного Уралу до Афганістану. У цій породі тече кров найдавніших собак Тибету, собак-пастухів різних кочових племен і бойових псів Месопотамії, вона тісно пов'язана з монгольським вівчаром і тибетським мастифом. За час свого існування середньоазійські вівчарі використовувалися для охорони худоби, караванів і житла господаря. Важкі умови існування і потреба протистояти вовкам та іншим хижакам визначили зовнішність і загартували характер цього собаки, зробили його сильним, безстрашним, навчили економно витрачати сили.
Спарювання цих собак проходить у вересні, жовтні, листопаді.
Шанувальником туркменського алабая є колишній президент Туркменістану Гурбангули Бердимухамедов. За його ініціативою в Ашгабаті відкрили позолочений пам'ятник алабаю, що складається з 9-метрового постаменту та 6-метрової статуї собаки. Навколо пам'ятника розташовані монітори на яких транслюють відео за участю алабаїв. Бердимухамедов вважається автором книги «Туркменський алабай».
У Туркменістані в останню неділю квітня відзначають День алабая.

## Зовнішній вигляд
Це великі собаки. Стандарт визначає тільки нижню границю зросту. Горішньої межі немає. Дуже часто це 70 — 75 сантиметрів у холці. Хоча, подейкують, що в отарах зустрічаються й собаки заввишки 1 метр. Це справжні гіганти. Шерсть у цих собак коротка й груба, до тіла прилягає дуже щільно, прикриває густе підшерстя. Така шерсть — чудовий захист від пекучого сонця й від холодного вітру. Голова масивна з тупою мордою. Вуха й хвіст коротко обрізані. Чабани вважають, що в бою вовки хапають собак за найчутливіші місця — вуха й хвіст — і тому обрізають їх щенятам одразу після народження.

## Призначення й етимологія назви породи
Ці собаки здаються неповороткими й навіть повільними та дуже спокійними. Але вони мають вибуховий характер, дуже чутливі й здатні на блискавичний стрибок. Вовкодави були приручені, щоб захищати стадо від вовків, але на вовка Алабай не піде. Алабай має тільки відігнати й попередити хазяїна, а кавказька вівчарка, наприклад, почне рвати вовка або інших не проханих гостей. А якщо взяти до уваги їхню величезну фізичну силу, то стане зрозуміло, чому серед найактивніших сторожових собак у всіх республіках колишнього Радянського Союзу вам обов'язково назвуть середньоазійського вівчаря або ж туркменського алабая.
Перша назва офіційна, друга — правильніша. Адже з погляду походження порід «середньоазіат» — аж ніяк не «вівчар».
Річ у тім, що в Росії всіх собак, які працювали при «вівцях», називали вівчарами. При складанні стандарту на породу їх і називали «вівчарками». Але зараз вівчарські породи поділяють на вівчарських сторожових собак — це сильні й норовливі нащадки тибетських догів, але після тибетських догів були кавказькі вівчари, аж потім із втручанням людини були виведені такі породи, як алабай, мастиф та середньоазійська вівчарка і власне вівчари — прудконогі, легко керовані нащадки гостровухих північних собак.